# Olshammar
Olshammar – miejscowość (tätort) w środkowej Szwecji, w regionie administracyjnym (län) Örebro (gmina Askersund).
Miejscowość jest położona w obrębie Tiveden na zachodnim brzegu jeziora Wetter w południowej części prowincji historycznej (landskap) Närke, ok. 70 km na południe od Örebro w kierunku Karlsborga przy drodze krajowej nr 49.
W Olshammar znajdują się kościół Birgittakyrkan z 1620 r. i zbudowany w latach 20. XIX w. dwór Olshammarsgården, gdzie w 1859 r. urodził się i spędził dzieciństwo Verner von Heidenstam, pisarz i poeta, członek Akademii Szwedzkiej. Laureat Nagrody Nobla w dziedzinie literatury w 1916 r.
W miejscowości prowadzą swoją działalność zakłady Aspa bruk należące do Munksjö AB (przemysł celulozowo-papierniczy).
W 2010 r. Olshammar liczyło 271 mieszkańców.